# Salón de la Fama de las mujeres de Míchigan

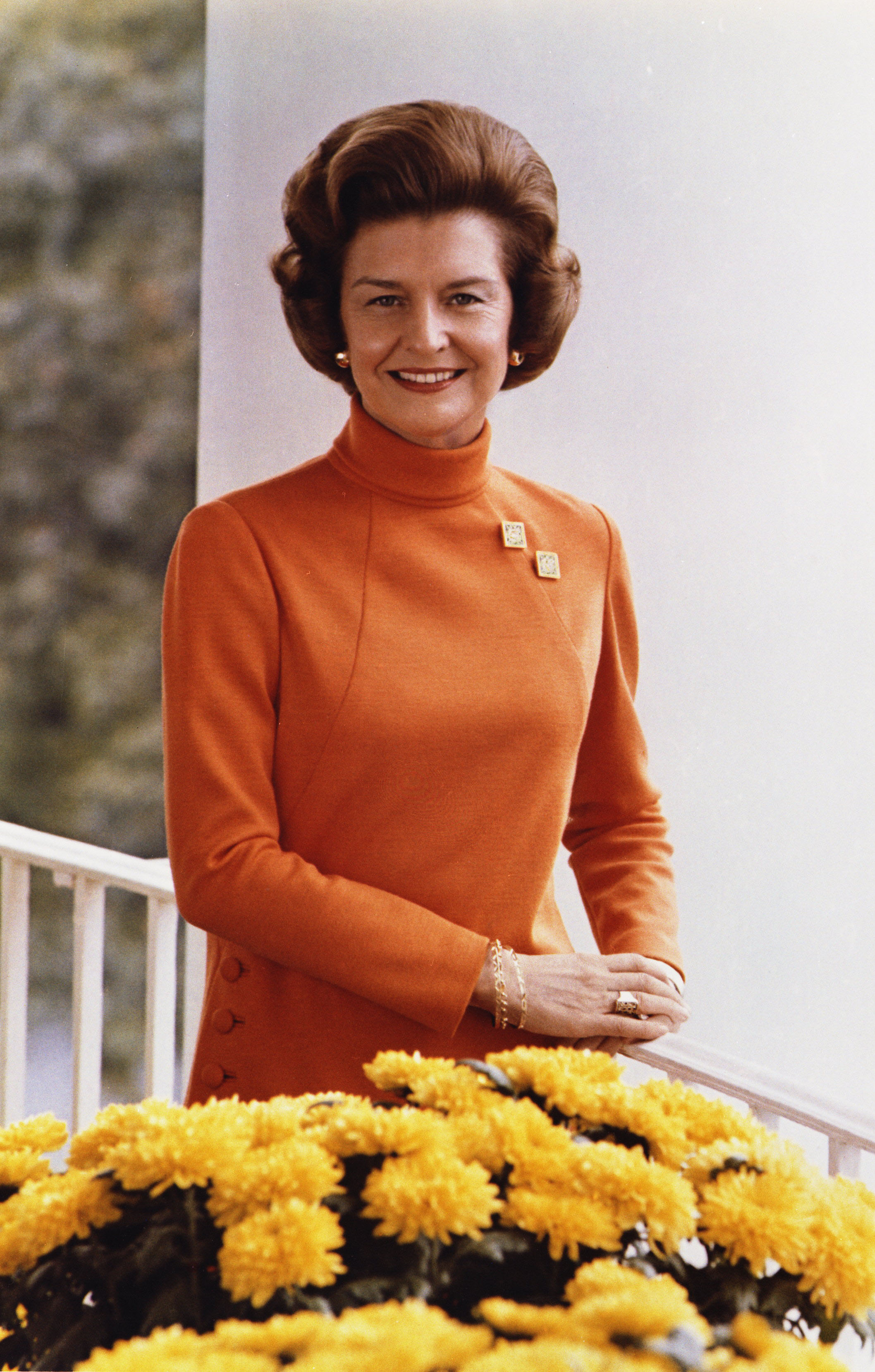
Betty Ford
Primera dama de Estados Unidos en Salón de la Fama de las mujeres de Míchigan.

El Salón de la Fama de las mujeres de Míchigan ( MWHOF ) distingue a mujeres tanto históricas como contemporáneas, que han estado asociadas con el estado de Míchigan en los Estados Unidos. El salón de la fama fue fundado en 1973 por Gladys Beckwith y es patrocinado por la Asociación de Estudios de Mujeres de Míchigan. La formación de la Asociación y el Salón fue impulsada por cinco profesores de la Universidad Estatal de Míchigan que estaban enseñando un curso de Mujeres en la Sociedad Americana.
Las nominaciones al salón de la fama son aceptadas por el público y están abiertas a mujeres que alcanzaron prominencia o nacieron o que hayan vivido en el estado de Míchigan por un tiempo prolongado. Un comité de selección clasifica las nominaciones por mérito y un segundo comité toma la determinación final, seleccionando un promedio de ocho a diez mujeres por año. Los invitados son homenajeados en una ceremonia en octubre y reciben el premio Bronce Lifetime Achievement Award. A partir de 2013, el Salón de la fama contiene más de 275 personas inscritas.
El MWHOF está ubicado en la casa Cooley-Haze construida en 1903, ubicada en 213 W. Malcolm X St. (anteriormente W. Main Street), directamente al sur del centro de Lansing, Míchigan. El museo está rodeado por Cooley Gardens y contiene una biblioteca, así como galerías de exposiciones dedicadas a preservar y presentar la historia y el arte de las mujeres de Míchigan. La casa se abrió al público el 10 de junio de 1987. El Centro también contiene la Galería Belén, que presenta arte de mujeres de Míchigan.

## Galardonadas
| Nombre                                          | Imagen | Nacimiento–Muerte | Año  | Área de éxito | Ref(s)        |
| ----------------------------------------------- | ------ | ----------------- | ---- | --- | ------------- |
| Elizabeth Sparks Adams                          |        | (1911–2007)       | 2016 | Gobierno, historia, derechos de la mujer | [ 5 ]         |
| Mary Aikey                                      |        | (1928–2013)       | 2010 | Servicio a la comunidad, Educación, Derechos de la mujer |               |
| Virginia Allan                                  |        | (1916–1999)       | 1994 | Educación, derechos de la mujer |               |
| Yolanda Alvarado-Ortega                         |        | (b. 1943)         | 1995 | Derechos civiles hispanos |               |
| Edith Vosburgh Alvord                           |        | (1875–1962)       | 1993 | Voluntariado |               |
| Anan Ameri                                      |        | (b. 1944)         | 2016 | Arte, historia, servicio comunitario, escritura | [ 6 ]         |
| American Legión NUWARINE Post 535               |        |                   | 2017 | La última publicación femenina de la Legión americana de Míchigan | [ 7 ]         |
| Cora Reynolds Anderson                          |        | (1882–1950)       | 2001 | Política |               |
| Rachel Andresen                                 |        | (1907–1988)       | 1991 | Fundadora de Youth For Understanding] | [ 8 ]         |
| Harriette Simpson Arnow                         |        | (1907–1986)       | 1983 | Novelista | [ 9 ]         |
| Clara Arthur                                    |        | (1858–1929)       | 1989 | | Sufragista    |
| Carol Atkins                                    |        | (1923–2013)       | 2008 | Escritora, derechos de las mujeres |               |
| Irene Auberlin                                  |        | (1896–1999)       | 1995 | Misionera |               |
| Ella Mae Backus                                 |        | (1863–1938)       | 2017 | Primera mujer en Míchigan en convertirse en fiscal federal adjunta | [ 7 ]         |
| Lois A. Bader                                   |        | (b. 1935)         | 2011 | Educatción |               |
| L. Anna Ballard                                 |        | (1848–1934)       | 2012 | Medicina; fue la primera médica de Lansing. |               |
| Marion Isabel Barnhart                          |        | (1921–1985)       | 1987 | Ciencias Matemáticas |               |
| Elizabeth W. Bauer                              |        | (b. 1937)         | 2013 | Abogada por los derechos de las personas con discapacidad | [ 10 ]        |
| Mary V. Beck                                    |        | (1908–2005)       | 1991 | Política |               |
| Gladys Beckwith                                 |        | (b. 1929)         | 2012 | Estudios de las Mujeres |               |
| N. Lorraine Beebe                               |        | (1910–2005)       | 1983 | Política |               |
| Patricia Beeman                                 |        | (1925–1996)       | 1999 | Derechos civiles |               |
| Elizabeth Lehman Belen                          |        | (1886–1975)       | 2014 | Política; fue la segunda mujer elegida para la Cámara de Representantes de Míchigan y la primera mujer y demócrata electa de Lansing. | [ 11 ]        |
| Lucile Belen                                    |        | (1912–2010)       | 2001 | Política |               |
| Jan BenDor                                      |        | (b. 1946)         | 1991 | Política; ella fue la segunda mujer elegida para la Cámara de Representantes de Míchigan y la primera mujer y demócrata electa de Lansing. |               |
| Jocelyn Benson                                  |        | (b. 1977)         | 2015 | Decana de la Facultad de Derecho de la Universidad Estatal de Wayne | [ 12 ]        |
| Maxine Berman                                   |        | (b. 1946)         | 2015 | Exmiembro de la Cámara de Representantes de Míchigan; consultora política | [ 13 ]        |
| Connie Binsfeld                                 |        | (1924–2014)       | 1998 | Política |               |
| Anna Sutherland Bissell                         |        | (1846–1934)       | 1989 | Negocios |               |
| Catherine Carter Blackwell                      |        | (1919–2014)       | 1993 | Educación |               |
| Mary Agnes Blair                                |        | (1909–1982)       | 2003 | Educación |               |
| Mamie Geraldine Neale Bledsoe                   |        | (1900–1991)       | 1983 | Derechos civiles, política |               |
| Grace Lee Boggs                                 |        | (1915–2015)       | 2009 | Derechos civiles | [ 14 ]        |
| Patricia Boyle                                  |        | (1937–2014)       | 1986 | Ley |               |
| Cora Mae Brown                                  |        | (1914–1972)       | 1992 | Trabajo legislativo, derecho penal y derechos de la mujer. |               |
| Louise L. Brown                                 |        | (1917–2011)       | 1988 | Educación |               |
| Mary Brown                                      |        | (b. 1935)         | 2007 | Medio ambiente, política, derechos de la mujer |               |
| Olympia Brown                                   |        | (1835–1926)       | 1999 | Religión, sufragista |               |
| Gertrude Buck                                   |        | (1871–1922)       | 2007 | Educación |               |
| Verne Burbridge                                 |        | (1896–2005)       | 2003 | Voluntarismo |               |
| Patricia Hill Burnett                           |        | (1920–2014)       | 1987 | Artes, derechos de la mujer |               |
| Ellen Burstyn                                   |        | (b. 1932)         | 1997 | Medio ambiente |               |
| Mary Lou Butcher                                |        | (b. 1943)         | 1992 | Periodista |               |
| Emily Helen Butterfield                         |        | (1884–1958)       | 1990 | Arquitectura, arte |               |
| Marie-Therese Guyon Cadillac                    |        | (1671–1746)       | 1994 | Negocios, médico; la primera mujer blanca en cruzar el territorio iroqués |               |
| Ethel Calhoun                                   |        | (1898–1989)       | 1987 | Medicina, cuidado de la salud |               |
| Laura Carter Callow                             |        | (b. 1927)         | 2010 | Derechos de las mujeres |               |
| Jean W. Campbell                                |        | (b. 1918)         | 1993 | Educación |               |
| Katherine Hill Campbell                         |        | (1868–1942)       | 1993 | Reforma social |               |
| Alexa Canady                                    |        | (b. 1950)         | 1989 | Medicina, cuidado de la salud |               |
| Hortense Canady                                 |        | (1927–2010)       | 2002 | Servicio comunitario |               |
| Judith Levin Cantor                             |        | (b. 1928)         | 2013 | Historiadora, autora, archivista y comisaría de exposiciones |               |
| Sue Carter                                      |        | (b. 1950)         | 2015 | Ministra Episcopal, periodista de radio y televisión | [ 15 ]        |
| Ruth Carlton                                    |        | (1911–2001)       | 1994 | Periodista |               |
| Patricia Caruso                                 |        | (b. 1954)         | 2012 | Primera mujer directora del Departamento de Correcciones de Míchigan |               |
| Elizabeth Margaret Chandler                     |        | (1807–1834)       | 1983 | Literatura, abolición |               |
| Margaret Chandler                               |        | (1929–1997)       | 2009 | Derechos de los nativos americanos |               |
| Augusta Jane Chapin                             |        | (1836–1905)       | 2010 | Religión, derechos de la mujer |               |
| Margaret M. Chiara                              |        | (b. 1943)         | 2005 | Ley |               |
| Martha Strickland Clark                         |        | (1853–1935)       | 2006 | Ley |               |
| Helen J. Claytor                                |        | (1907–2005)       | 1984 | Derechos civiles |               |
| Anna Clemenc                                    |        | (1888–1956)       | 1996 | Trabajadora |               |
| Flossie Cohen                                   |        | (1925–2004)       | 1994 | Ciencia, medicina, cuidado de la salud |               |
| Emma Cole                                       |        | (1845–1910)       | 2007 | Educación, Medio ambiente |               |
| Mary Stallings Coleman                          |        | (1914–2001)       | 1983 | Ley |               |
| Con-Con Eleven                                  |        |                   | 2013 | Las 11 mujeres delegadas en la Convención Constitucional de Míchigan 1961-1962: Vera Andrus, Ruth Gibson Butler, Anne M. Conklin, Katherine Moore Cushman, Ann Elizabeth Donnelly, Daisy Elizabeth Elliott, Adelaide Julia Hart, Lillian Hatcher, Dorothy Leonard Judd, Ella Demmink Koeze y Marjorie Frances McGowan |               |
| Janet C. Cooper                                 |        | (1931–2002)       | 2015 | Derechos civiles, educación, gobierno, ley | [ 16 ]        |
| Lenna Frances Cooper                            |        | (1875–1961)       | 1993 | Nutricionista |               |
| Marion Corwell-Shertzer                         |        | (b. 1931)         | 1997 | Periodista |               |
| Caroline Bartlett Crane                         |        | (1858–1935)       | 1984 | Religión, sufragista |               |
| Ethelene Crockett                               |        | (1914–1978)       | 1988 | Medicina, cuidado de la salud |               |
| Elizabeth C. Crosby                             |        | (1888–1983)       | 1986 | Ciencias Matemáticas |               |
| Nellie Cuellar                                  |        | (1899–1987)       | 2003 | Derechos civiles |               |
| Paula Cunningham                                |        | (b. 1949)         | 2013 | Primera mujer presidenta del Lansing Community College |               |
| Hilda Patricia Curran                           |        | (b. 1938)         | 1998 | Derechos de las mujeres |               |
| Patricia Cuza Patricia Cuza                     |        | (b. 1936)         | 2008 | Gobierno, derechos de la mujer |               |
| Mary Esther Daddazio                            |        | (1924–2015)       | 2006 | Derechos de las mujeres |               |
| Bertha A. Daubendiek                            |        | (1916–2005)       | 1994 | Ambiente |               |
| Anne R. Davidow                                 |        | (1898–1991)       | 1989 | Ley |               |
| MaryLee Davis                                   |        | (b. 1943)         | 2014 | Administratora y profesora de la Míchigan State University | [ 11 ]        |
| Marguerite Lofft De Angeli                      |        | (1889–1987)       | 1984 | Literatura |               |
| Doris DeDeckere                                 |        | (1926–2010)       | 1999 | Filántropa, trabajo voluntario |               |
| Bernadine Newsom Denning                        |        | (1930–2011)       | 1989 | Derechos civiles |               |
| Mary Jane Dockeray                              |        | (b. 1927)         | 2012 | Ambiente |               |
| Genora Johnson Dollinger                        |        | (1913–1995)       | 1994 | Trabajadora |               |
| Waunetta McClellan Dominic                      |        | (1921–1981)       | 1996 | Derechos civiles de los indígenas americanos |               |
| Wilma T. Donahue                                |        | (1900–1993)       | 1983 | Medicina, cuidado de la salud |               |
| Sandra Laser Draggoo                            |        | (b. 1940)         | 2010 | Negocios |               |
| Theresa Maxis Duchemin                          |        | (1810–1892)       | 2001 | Misionera |               |
| Marie Dye                                       |        | (1891–1974)       | 1998 | Educación |               |
| Elizabeth Eaglesfield                           |        | (1853–1940)       | 2013 | Empresaria y una de los primeras capitanas de vapor femenino en el lago Míchigan |               |
| Sarah Emma Edmonds                              |        | (1841–1898)       | 1992 | Militar |               |
| Grace Eldering                                  |        | (1900–1988)       | 1983 | Matemáticas, ciencia, medicina, cuidado de la salud |               |
| Daisy Elliott                                   |        | (1917–2015)       | 2016 | Gobierno, Derechos Civiles | [ 17 ]        |
| Margaret Drake Elliott                          |        | (1904–1999)       | 1999 | Ambiente |               |
| Ruth Ellis                                      |        | (1899–2000)       | 2009 | Negocios, derechos homosexuales |               |
| Georgia Emery                                   |        | (1867–1913)       | 1987 | Negocios |               |
| Annie Etheridge                                 |        | (1840–1913)       | 2010 | Militar, enfermera |               |
| Eva Lois Evans                                  |        | (b. 1935)         | 2005 | Derechos civiles, servicio comunitario |               |
| Haifa Fakhouri                                  |        |                   | 2007 | Trabajo social / trabajo de la misión |               |
| Marcia J. Federbush                             |        | (b. 1934)         | 1988 | Derechos de las mujeres |               |
| Margery Feliksa                                 |        | (1925–2001)       | 2006 | Servicio comunitario |               |
| Edna Ferber                                     |        | (1885–1968)       | 2009 | Escritora |               |
| Jeanne Findlater                                |        | (b. 1928)         | 2014 | Directora general de WXYZ-TV / Detroit y vicepresidenta de ABC Television | [ 11 ]        |
| Betty Ford                                      |        | (1918–2011)       | 1987 | Primera dama de los Estados Unidos | [ 18 ]        |
| Clara Bryant Ford                               |        | (1866–1950)       | 2017 | Esposa de Henry Ford, creó y financió programas que benefician a las mujeres | [ 7 ]         |
| Geraldine Bledsoe Ford                          |        | (1926–2003)       | 2004 | Ley |               |
| Lizette Denison Forth                           |        | (c1790–1866)      | 2017 | Filántropa, antigua esclava | [ 7 ]         |
| Faith Fowler                                    |        | (b. 1959)         | 2016 | Religión, Derechos de la mujer, Servicio a la comunidad, Derechos civiles | [ 19 ]        |
| Four Sisters of Charity                         |        |                   | 1997 | Misionera |               |
| Aretha Franklin                                 |        | (b. 1942)         | 2001 | Entretenimiento |               |
| Sherrill Freeborough                            |        | (b. 1947)         | 2010 | Negocios |               |
| Julia Wheelock Freeman                          |        | (1833–1900)       | 2002 | Medicina, atención médica, voluntariado |               |
| Gwen Frostic                                    |        | (1906–2001)       | 1986 | Letras |               |
| Hilda R. Gage                                   |        | (1939–2010)       | 1995 | Ley |               |
| Carolyn Geisel                                  |        | (1862–1932)       | 2007 | Medicina / Cuidado de la salud |               |
| Lillian Mellen Genser                           |        | (1920–2006)       | 2000 | Movimiento por la paz, resolución de conflictos |               |
| Emma Genevieve Gillette                         |        | (1898–1986)       | 1984 | Ambiente |               |
| Evelyn Golden                                   |        | (1913–2005)       | 2016 | Medicina, Servicio comunitario | [ 20 ]        |
| Josephine Gomon                                 |        | (1892–1975)       | 1983 | Medicina, cuidado de la salud |               |
| Janet K. Good                                   |        | (1923–1997)       | 1991 | Derechos civiles |               |
| Francie Kraker Goodridge                        |        | (b. 1947)         | 2001 | Atleta |               |
| Della Goodwin                                   |        | (b. 1931)         | 1997 | Medicina, cuidado de la salud |               |
| Loney Gordon                                    |        | (1915–1999)       | 2000 | Matemáticas, ciencia, medicina, cuidado de la salud |               |
| Rosa Slade Gragg                                |        | (1904–1989)       | 1987 | Derechos civiles |               |
| Jennifer Mulhern Granholm                       |        | (b. 1959)         | 2004 | Política |               |
| Lystra Gretter                                  |        | (1858–1951)       | 2004 | Medicina, cuidado de la salud |               |
| Roberta A. Griffith                             |        | (1870–1941)       | 1993 | Reforma social |               |
| Martha Griffiths                                |        | (1912–2003)       | 1983 | Política |               |
| Lucia Voorhees Grimes                           |        | (1877–1978)       | 1995 | Sufragista |               |
| R. Louise Grooms                                |        | (1902–1984)       | 1995 | Negocios |               |
| Dorothy Haener                                  |        | (1917–2000)       | 1983 | Trabajadora |               |
| Alice Hamilton                                  |        | (1869–1970)       | 1997 | Medicina, cuidado de la salud |               |
| Eva McCall Hamilton                             |        | (1871–1948)       | 2012 | Primera mujer elegida para la Legislatura de Míchigan en 1920 |               |
| Nancy Hammond                                   |        | (b. 1937)         | 2006 | Gobierno, derechos de la mujer |               |
| Frances Alvord Harris                           |        | (1909–1998)       | 1988 | Periodista |               |
| Jane Briggs Hart                                |        | (1922–2015)       | 2007 | Servicio comunitario, Derechos de la mujer |               |
| Laura Smith Haviland                            |        | (1808–1897)       | 1983 | Abolición |               |
| Katherine G. Heideman                           |        | (1910–2003)       | 2000 | Educación |               |
| Erma Henderson                                  |        | (1917–2009)       | 1990 | Política |               |
| Mary Kay Henry                                  |        | (b.1958)          | 2017 | Presidenta del Sindicato Internacional de Empleados de Servicio (SEIU) | [ 7 ]         |
| Curtis Hertel Jr.                               |        |                   | 2017 | Senadora del estado de Míchigan, autora de la legislación destinada a la agresión sexual | [ 7 ]         |
| Mabel White Holmes                              |        | (1890–1977)       | 2015 | Inventora | [ 21 ]        |
| Elizabeth Homer                                 |        | (b. 1943)         | 1999 | Derechos de las mujeres |               |
| Flora Hommel                                    |        | (1928–2015)       | 1994 | Medicina, cuidado de la salud |               |
| Icie Hoobler                                    |        | (1892–1984)       | 1984 | Matemáticas, ciencia, medicina, cuidado de la salud |               |
| Eleonore Hutzel                                 |        | (1885–1979)       | 1999 | Medicina, cuidado de la saud |               |
| Marian Bayoff Ilitch                            |        | (b. 1933)         | 2001 | Negocios |               |
| Dauris Gwendolyn Jackson                        |        | (1933–1979)       | 2000 | Derechos civiles, educación |               |
| Jo Jacobs                                       |        | (1933–2015)       | 1991 | Derechos de las mujeres |               |
| Mildred Jeffrey                                 |        | (1910–2004)       | 1983 | Trabajadora |               |
| Dorothy A. Johnson                              |        | (b. 1940)         | 2014 | Presidenta emérita de las fundaciones del Consejo de Míchigan | [ 11 ]        |
| Georgia Lewis Johnson                           |        | (b. 1930)         | 2005 | Medicina, cuidado de la salud |               |
| Joan Jackson Johnson                            |        | (b. 1948)         | 2013 | Abogar por los pobres, los sin hogar y los enfermos mentales |               |
| Sarah Van Hoosen Jones                          |        | (1892–1972)       | 1994 | Ciencias matemáticas |               |
| Eleanor M. Josaitis                             |        | (1931–2011)       | 1998 | Misionera |               |
| Dorothy Leonard Judd                            |        | (1898–1989)       | 1990 | Política |               |
| Jumana Judeh                                    |        | (b. 1959)         | 2011 | Negocios, derechos de las mujeres |               |
| Judith Karandjeff                               |        | (b. 1944)         | 2012 | Derechos de las mujeres |               |
| Isabella Karle                                  |        | (b. 1921)         | 1989 | Ciencias matemáticas |               |
| Marilyn Kelly                                   |        | (b. 1938)         | 2011 | Ley |               |
| Ella Eaton Kellogg                              |        | (1853–1920)       | 1999 | Pilántropa, nutrición |               |
| Pearl Kendrick                                  |        | (1890–1980)       | 1983 | Matemáticas, ciencia, medicina, cuidado de la salud |               |
| Cornelia Groefsema Kennedy                      |        | (1923–2014)       | 2000 | Ley |               |
| Emily Burton Ketcham                            |        | (1838–1907)       | 1999 | Sufragista |               |
| Carol King                                      |        | (b. 1948)         | 2008 | Derechos de las mujeres |               |
| Jean Ledwith King                               |        | (b. 1924)         | 1989 | Derechos de las mujeres |               |
| May Stocking Knaggs                             |        | (1847–1917)       | 2002 | Sufragista |               |
| Alice Scanlan Kocel                             |        | (b. 1920)         | 2003 | Derechos civiles |               |
| Dorean Marguerite Hurley Koenig                 |        | (b. 1934)         | 2010 | Educación, Ley |               |
| Odessa Komer                                    |        | (1925–2004)       | 1995 | Trabajadora |               |
| Joyce Lewis Kornbluh                            |        | (b. 1928)         | 2003 | Trabajadora |               |
| Julie Krone                                     |        | (b. 1963)         | 2014 | Deportista | [ 11 ]        |
| Madeline La Framboise                           |        | (1779–1846)       | 1984 | Negocios |               |
| Marjorie J. Lansing                             |        | (1916–1998)       | 2000 | Educación, derechos de las mujeres |               |
| Glenda Lappan                                   |        | (b. 1939)         | 2009 | Educación |               |
| Margaret Muth Laurence                          |        | (1916–1996)       | 1996 | Ley |               |
| Chuan-Pu Lee                                    |        | (b. 1931)         | 2000 | Ciencias matemáticas |               |
| Eliza Seaman Leggett                            |        | (1815–1900)       | 2003 | Abolicionista, sufragista, derechos de las mujeres |               |
| Les Meres et Debutantes Club of Greater Lansing |        |                   | 2012 | Formada en 1962 por madres afroamericanas, para guiar y financiar a mujeres jóvenes afroamericanas debutantes. | [ 22 ]        |
| Olivia Letts                                    |        | (b. 1928)         | 2016 | Educación, derechos Civiles, servicio a la comunidad | [ 23 ]        |
| Violet Temple Lewis                             |        | (1899–1968)       | 1992 | Educación |               |
| Valeria Lipczynski                              |        | (1846–1930)       | 2011 | Servicio comunitario |               |
| Ida Lippman                                     |        | (1893–1980)       | 2003 | Cumplimiento de la ley |               |
| Viola Liuzzo                                    |        | (1925–1965)       | 2006 | Derechos civiles |               |
| Martha Longstreet                               |        | (1870–1953)       | 1984 | Medicina, cuidado de la salud |               |
| Edelmira Lopez                                  |        | (b. 1922)         | 2011 | Servicio comunitario, vida popular, trabajo, derechos de la mujer |               |
| Nancy Harkness Love                             |        | (1914–1976)       | 1997 | Aviador, militar |               |
| Elmina R. Lucke                                 |        | (1889–1987)       | 1986 | Trabajador social | [ 24 ] [ 25 ] |
| Marilyn Fisher Lundy                            |        | (1925–2014)       | 2000 | Educación |               |
| Aleda E. Lutz                                   |        | (1915–1944)       | 1994 | Aviadora, militar, medicina, cuidado de la salud |               |
| Olga Madar                                      |        | (1915–1996)       | 1989 | Trabajadora |               |
| Naomi Long Madgett                              |        | (b. 1923)         | 2002 | Literata |               |
| Maryann Mahaffey                                |        | (1925–2006)       | 1997 | Derechos de las mujeres |               |
| Luise Ruth Leismer Mahon                        |        | (1926–1975)       | 1992 | Periodista |               |
| Mary Carmelita Manning                          |        | (1888–1962)       | 2014 | Orden de las Hermanas de la Misericordia; abrió la primera Escuela Central de Enfermería en Míchigan (la segunda en el país). | [ 11 ]        |
| Agnes Mary Mansour                              |        | (1931–2004)       | 1988 | Educación, reforma social |               |
| Florine Mark                                    |        |                   | 2004 | Negocios |               |
| Helen Martin                                    |        | (1889–1973)       | 1988 | Ciencias Matemáticas |               |
| Mary Free Bed Guild                             |        |                   | 2016 | Medicina, filántropa | [ 26 ]        |
| Barbara Roberts Mason                           |        | (b. 1940)         | 2014 | Política; Junta Estatal de Educación; secundó la nominación de la candidata a vicepresidente Geraldine Ferraro. | [ 11 ]        |
| Marylou Olivarez Mason                          |        |                   | 2014 | Derechos hispanos; primera mujer hispana en la Junta de Síndicos de Lansing Community College. | [ 11 ]        |
| Marjorie Swank Matthews                         |        | (1916–1986)       | 1986 | Religión |               |
| Lida Holmes Mattman                             |        | (1912–2008)       | 2005 | Matemáticas, ciencia, medicina, cuidado de la salud |               |
| Olivia Maynard                                  |        | (b. 1936)         | 2005 | Educación, política |               |
| Mary Anne Mayo                                  |        | (1845–1903)       | 1989 | Educación |               |
| Helen Walker McAndrew                           |        | (1826–1906)       | 1994 | Medicina, cuidado de la salud |               |
| Cathy McClelland                                |        | (b. 1954)         | 2004 | Negocios |               |
| Lucille Hanna McCollough                        |        | (1905–1996)       | 2002 | Política |               |
| Katharine Dexter McCormick                      |        | (1875–1967)       | 2000 | Filántropa, derechos de la mujer |               |
| Mary E. McCoy                                   |        | (1846–1923)       | 2012 | Derechos de las mujeres y derechos afroamericanos |               |
| Kay Givens McGowan                              |        | (b. 1942)         | 2009 | Derechos de los indígenas, derechos de las mujeres |               |
| Gladys McKenney                                 |        | (b. 1928)         | 2013 | Educadora y defensora de los derechos de las mujeres |               |
| Terry McMillan                                  |        | (b. 1951)         | 2010 | Escritora |               |
| Bina West Miller                                |        | (1867–1954)       | 1993 | Negocios |               |
| Candice Miller                                  |        | (b. 1954)         | 2015 | Cámara de Representantes de los Estados Unidos | [ 27 ]        |
| Helen Milliken                                  |        | (1922–2012)       | 1983 | Filántropa de los derechos de las mujeres |               |
| Verna Grahek Mize                               |        | (1913–2013)       | 2017 | Ambientalista cuyas batallas legales acabaron con el vertido de residuos mineros en el Lago Superior | [ 7 ]         |
| Claudia House Morcom                            |        | (1932–2014)       | 1996 | Ley |               |
| Elba Lila Morse                                 |        | (1882–1975)       | 1990 | Medicina, cuidado de la salud |               |
| Bernice Morton                                  |        |                   | 2017 | Desarrolló un programa de Acción Afirmativa en la Universidad Estatal de Wayne. Ayudó a realizarr el primer Centro Integral de Atención Médica para Ciudades Modelo en los Estados Unidos. | [ 7 ]         |
| Kary Moss                                       |        | (b. 1958)         | 2011 | Abogada, derechos civiles, derechos de la mujer |               |
| Edith Munger                                    |        | (1865–1945)       | 2010 | Ambiente |               |
| Vicki Neiberg                                   |        | (b. 1940)         | 2008 | Educación, trabajo, derechos de la mujer |               |
| Virginia Cecile Blomer Nordby                   |        | (b. 1929)         | 1991 | Ley |               |
| M. Jane Kay Nugent                              |        | (b. 1925)         | 1988 | Negocios |               |
| Jeanne Omelenchuk                               |        | (1931–2008)       | 1993 | Atleta |               |
| Laura Freele Osborn                             |        | (1866–1955)       | 1995 | Educación |               |
| Rosa Parks                                      |        | (1913–2005)       | 1983 | Una figura clave de los afroamericanos en el movimiento por los derechos civiles. | [ 28 ]        |
| Cynthia J. Pasky                                |        | (b. 1959)         | 2010 | Negocios, filántropa |               |
| Marjorie Peebles-Meyers                         |        | (1915–2001)       | 1986 | Medicina, cuidado de la salud |               |
| Elly M. Peterson                                |        | (1914–2008)       | 1984 | Política |               |
| Elizabeth Phillips                              |        | (b. 1937)         | 2009 | Educación |               |
| Marge Piercy                                    |        | (b. 1936)         | 2006 | Escritora, derechos de la mujer |               |
| Ardeth Platte                                   |        | (b. 1936)         | 1999 | Movimiento por la paz, resolución de conflictos |               |
| Lana Pollack                                    |        | (b. 1942)         | 2002 | Política |               |
| Sarah Goddard Power                             |        | (1935–1987)       | 1988 | Derechos civiles |               |
| Harriet Quimby                                  |        | (1875–1912)       | 2013 | Primera aviadora estadounidense y guionista de cine |               |
| Gilda Radner                                    |        | (1946–1989)       | 1992 | Entretenimiento |               |
| Clara Raven                                     |        | (1909–1994)       | 1987 | Matemáticas, ciencia, medicina, cuidado de la salud |               |
| Martha Louise Rayne                             |        | (1836–1911)       | 2002 | Periodista |               |
| Betsy Graves Reyneau                            |        | (1888–1964)       | 1996 | Artes, derechos civiles |               |
| Fannie M. Richards                              |        | (1840–1922)       | 1990 | Educación |               |
| Jessica Rickert                                 |        | (b. 1950)         | 2009 | Odontología, Derechos de los nativos americanos |               |
| Dorothy Comstock Riley                          |        | (1924–2004)       | 1991 | Ley |               |
| Mary Ellen Riordan                              |        | (1920–2010)       | 2001 | Educación |               |
| Rose Mary C. Robinson                           |        | (b. 1939)         | 2011 | Derecho, Política |               |
| Abigail Rogers                                  |        | (1818–1869)       | 2007 | Educación, derechos de la mujer |               |
| Carrie Frazier Rogers-Brown                     |        | (b. 1948)         | 1996 | Medicina, cuidado de la salud |               |
| Dorrie Ellen Rosenblatt                         |        | (b. 1948)         | 1998 | Medicina, cuidado de la salud |               |
| Rosie the Riveter                               |        |                   | 2017 | Icono cultural de la Segunda Guerra Mundial que apareció en numerosos carteles mostrando mujeres en el trabajo en las industrias de servicios de guerra | [ 7 ]         |
| Diana Ross                                      |        | (b. 1944)         | 2016 | Músico | [ 29 ]        |
| Muriel Dorothy Ross                             |        | (b. 1927)         | 2002 | Ciencias matemáticas |               |
| Constance Mayfield Rourke                       |        | (1885–1941)       | 2004 | Académica |               |
| Andra M. Rush                                   |        | (b. 1960          | 2014 | Negocio; expresidenta y CEO de la familia de empresas del grupo Rush | [ 11 ]        |
| Marion Weyant Ruth                              |        | (1918–2004)       | 2003 | Aviadora |               |
| Rosemary C. Sarri                               |        |                   | 2017 | Trabajadora social que fue instrumental en la aprobación de la Ley de Justicia Juvenil y Prevención de la Delincuencia | [ 7 ]         |
| Patricia Saunders                               |        | (b. 1966)         | 2011 | Atleta |               |
| Emelia Christine Schaub                         |        | (1891–1995)       | 1990 | Ley |               |
| Jane Johnston Schoolcraft                       |        | (1800–1842)       | 2008 | Escritora |               |
| Shirley E. Schwartz                             |        | (b. 1935)         | 1996 | Matemática |               |
| Martha Romayne Seger                            |        | (b. 1932)         | 1992 | Economista |               |
| Ann M. Shafer                                   |        | (1916–1991)       | 1992 | Trabajadora |               |
| Esther K. Shapiro                               |        | (b. 1917)         | 2015 | Primera directora del Departamento de Asuntos del Consumidor de Detroit | [ 30 ]        |
| Ella Merriman Sharp                             |        | (1857–1912)       | 1998 | Ambiente |               |
| Anna Howard Shaw                                |        | (1847–1919)       | 1983 | Sufragista, religión, medicina, cuidado de la salud |               |
| Mary Ellen Sheets                               |        | (b. 1940)         | 2014 | Fundador de Two Men and a Truck moving company | [ 11 ]        |
| Lou Anna Kimsey Simon                           |        | (b. 1947)         | 2016 | Educación, derechos de la mujer | [ 31 ]        |
| Mary P. Sinclair                                |        | (1918–2011)       | 1990 | Ambiente |               |
| Jessie Pharr Slaton                             |        | (1908–1983)       | 1984 | Educadora |               |
| Leta Snow                                       |        | (1880–1980)       | 2008 | Músico |               |
| Mary C. Spencer                                 |        | (1842–1923)       | 1984 | Educadora |               |
| Debbie Stabenow                                 |        | (b. 1950)         | 2005 | Política |               |
| Bernice Steadman                                |        | (1925–2015)       | 2003 | Astronauta Mercury 13 |               |
| Martha Jean Steinberg                           |        | (1927–2000)       | 1998 | Periodista |               |
| Lucille Farrier Stickel                         |        | (1915–2007)       | 2014 | Medio amibente; primera mujer directora del laboratorio Federal | [ 11 ]        |
| Dora Hall Stockman                              |        | (1872–1948)       | 2006 | Agricultura, Educación, Política |               |
| Lucinda Hinsdale Stone                          |        | (1814–1900)       | 1983 | Derechos de las mujeres |               |
| Sylvia M. Stoesser                              |        | (1901–1991)       | 1992 | Ciencias, matemáticas |               |
| Kathleen N. Straus                              |        | (b. 1923)         | 2000 | Derechos civiles |               |
| Mary Chase Perry Stratton                       |        | (1867–1961)       | 1986 | Artista |               |
| Sharon E. Sutton                                |        | (b. 1941)         | 1997 | Arquitecta |               |
| Edith Mays Swanson                              |        | (1934–1989)       | 1991 | Derechos civiles, educación |               |
| Betty Tableman                                  |        | (b. 1922)         | 2009 | Salud mental |               |
| Helen Hornbeck Tanner                           |        | (1916–2011)       | 2006 | Historia, derechos de los nativos americanos |               |
| Merze Tate                                      |        | (1905–1996)       | 1990 | Educadora |               |
| Helen Thomas                                    |        | (1920–2013)       | 1986 | Periodista |               |
| Marlo Thomas                                    |        | (b. 1937)         | 2009 | Servicio comunitario, entretenimiento, derechos de la mujer |               |
| Ruth Thompson                                   |        | (1887–1970)       | 1998 | Ley |               |
| Lucy Thurman                                    |        | (1849–1918)       | 1992 | Derechos civiles |               |
| Caroline Thrun                                  |        | (1897–1983)       | 2005 | Ley |               |
| Lily Tomlin                                     |        | (b. 1939)         | 1998 | Entretenimiento |               |
| Sojourner Truth                                 |        | (1797–1883)       | 1983 | Aboliocinista |               |
| Mary Francilene Van de Vyver                    |        | (1941–2001)       | 2008 | Educadora, Religión |               |
| Bertha Van Hoosen                               |        | (1863–1952)       | 1984 | Medicina, cuidado de la salud |               |
| Delia Villegas Vorhauer                         |        | (1940–1992)       | 1990 | Derechos civiles hispanos | [ 32 ]        |
| Charleszetta Waddles                            |        | (1912–2001)       | 1992 | Misionera |               |
| Margaret Sellers Walker                         |        | (b. 1935)         | 2005 | Medio ambiente, Recursos humanos |               |
| Sippie Wallace                                  |        | (1898–1986)       | 1993 | Músico |               |
| Maggie Walz                                     |        | (1861–1927)       | 2015 | Inmigrante finlandesa que utilizó su educación y experiencia empresarial para establecer una colonia finlandesa en el municipio de Drummond | [ 33 ]        |
| Jacquelin E. Washington                         |        | (b. 1931)         | 1995 | Misionera |               |
| Elizabeth Weaver                                |        | (1941–2015)       | 2005 | Ley |               |
| Josephine Stern Weiner                          |        | (1912–2000)       | 2001 | Voluntariado |               |
| Elizabeth Wetzel                                |        |                   | 2017 | Primera directora de diseño femenina de General Motors | [ 7 ]         |
| Edna Noble White                                |        | (1879–1954)       | 1993 | Educadora |               |
| Marina von Neumann Whitman                      |        | (b. 1935–)        | 2013 | Vicepresidenta de Asuntos Públicos de General Motors |               |
| Kathleen Wilbur                                 |        | (b. 1953)         | 2007 | Educadora, Gobierno |               |
| Serena Williams                                 |        | (b. 1981)         | 2012 | Tenista |               |
| Charlotte Wilson                                |        | (1854–1914)       | 2016 | Artista, derechos civiles, educación, sufragista, derechos de la mujer | [ 34 ]        |
| Matilda Dodge Wilson                            |        | (1883–1967)       | 1997 | Filántropa, política |               |
| Pamela Withrow                                  |        | (b. 1948)         | 2003 | Cumplimiento de la Ley |               |
| Joan Luedders Wolfe                             |        | (b. 1929)         | 1996 | Ambientalista |               |
| Myra Wolfgang                                   |        | (1914 –1976)      | 2015 | Líder laboral, activista por los derechos de las mujeres | [ 35 ]        |
| Woman's Hospital Association (Charter Members)  |        |                   | 2007 | Cuidado de la salud |               |
| Irene Clark Woodman                             |        | (1905–1994)       | 1993 | Militar |               |
| Linda M. Woods                                  |        | (b. 1943)         | 2015 | Native American Grand Traverse Band de Ottawa y Chippewa Indians, veterana de la Fuerza Aérea de los Estados Unidos de la Guerra de Vietnam, trabajadora social | [ 36 ]        |
| Cynthia Yao                                     |        | (b. 1940)         | 2005 | Estudios de museo |               |
| Clarissa M. Young                               |        | (1922–1979)       | 2000 | Cumplimiento de la Ley |               |
| Ruth Zweifler                                   |        | (b. 1930)         | 2003 | Educadora |               |